# WayForward
WayForward Technologies Inc. (en un principio Designer Software) es un desarrollador de videojuegos independiente con sede en Valencia, California. Se fundó en 1990 por el empresario de la tecnología Voldi Way, WayForward comenzó desarrollando juegos para consolas como la Super Nintendo Entertainment System y Sega Genesis, así como juegos para Televisión y software educativo para PC. En 1997, relanzaron sus videojuegos de armas, colocando a la empresa como una contratista para los editores y trabajando en una variedad de activos con licencia.
La compañía ha creado una variedad de videojuegos originales incluyendo Shantae, que apareció en la Game Boy Color y fue publicado por Capcom. Actualmente, WayForward Technologies trabaja en juegos para Windows, Apple Arcade, Nintendo Switch, PlayStation 4 y Xbox One.

## Historia
WayForward Technologies fue fundada en 1990 por Voldi Way como una empresa de diseño de videojuegos independientes, como sucesora de una anterior empresa que comenzó especializada en software para la fabricación de láminas de metal. El nombre WayForward Technologies puede hacer referencia a la novela de Agencia de investigaciones holísticas Dirk Gently creada por Douglas Adams, donde un personaje llamado Gordon Way había fundado una empresa con el mismo nombre. Desde el principio, la empresa se centró en la producción de software para la Super Nintendo Entertainment System, Sega Génesis, Sega CD, Sega Game Gear y Game Boy Color. Además se ramificaron hacia los juegos educativos de ordenador para el PC y Leapster. Durante este tiempo, muchos de los empleados estaban haciendo otros trabajos con el fin de apoyar su ambición de convertirse en desarrolladores de videojuegos. During this time, many of the staff were doing other jobs in order to support their ambition to become game developers.
En 1994, WayForward Technologies entró en una alianza con  American Education Publishing con el fin de centrarse en el desarrollo de otros juegos de ordenador educativos. La asociación fue un éxito, con la empresa ganaron los premios a la innovación en el Consumer Electronics Show en 1995. Durante este tiempo, WayForward se centró en los activos con licencia, como The Muppets para sus juegos educativos o Godzilla o El rey Escorpión para sus juegos más tradicionales.
WayForward reinició su negocio de desarrollo de videojuegos en abril de 1997, trabajando como un "desarrollador de alquiler" por la prestación de servicios a los editores de software. John Beck, director general, dijo que por la prestación de servicios en los pequeños proyectos que la compañía ha conseguido mantienen a la empresa en un nivel estable de trabajo. A mediados de 2002, WayForward lanzó su primer juego desarrollado internamente sobre la base de su propia propiedad intelectual llamado Shantae. Si bien logró elogios de la crítica, al ser uno de los últimos juegos por ser lanzado para el Game Boy Color como resultado solo disfrutó de un éxito limitado.
Cuando Nintendo anunció la consola portátil de doble pantalla que se convirtió en la Nintendo DS a principios de 2004, WayForward empezó a examinar las diversas opciones que la nueva consola ofrecía. Los trabajos se iniciaron en una secuela de Shantae usando las dos pantallas. A pesar de la presentación de los conceptos a un número de editores, quienes en última instancia, no tuvieron éxito en asegurar un acuerdo. Debido a la gran cantidad de activos relacionados con Shantae que fueron producidos, incluyendo modelos 3D, WayForward los utiliza con frecuencia cuando se trata de nuevas plataformas tecnológicas o de desarrollo. Más tarde, en 2004, la empresa fue contratada por THQ para producir un nuevo juego de chat llamado Ping Pals para la Nintendo DS. A pesar de los estrechos plazos involucrados en el desarrollo del juego, WayForward aprovechó la oportunidad para obtener los kits de desarrollo para la plataforma. El juego se dio a conocer desfavorablemente con la mayoría de los críticos y ganó una sola crítica positiva. En 2006, la empresa produjo y lanzó Justice League Heroes: The Flash al igual que la Game Boy Advance fue llegando al final de su ciclo de vida comercial, que se conoció con comentarios muy positivos. Desde entonces, WayForward ha pasado a desarrollar nuevos títulos para la consola Nintendo DS. Looney Tunes: Duck Amuck, con base en el Warner Bros. de 1951 ya que los dibujos animados de Duck Amuck era muy esperado en la feria E3, pero también recibió críticas mixtas después de la liberación.
El 19 de febrero de 2008, John Beck y Matt Bozon fueron oradores en la Cumbre de Juegos Independientes, parte de la Game Developers Conference de 2008, discutiendo una serie de temas que enfrentan las empresas de juegos independientes. Actualmente, WayForward está desarrollando títulos para la consola Wii de Nintendo que implica el uso de la propiedad intelectual desarrollada internamente. LIT fue anunciado el 5 de marzo de 2008 y lanzado posteriormente el 9 de febrero de 2009 para la plataforma de la tienda en línea de WiiWare. Un nuevo juego de la serie Shantae también está siendo considerado para la plataforma.
De acuerdo con la entrada del boletín de noticias en línea del club de fanáticos de Shantae en la primavera de 2009, WayForward introdujo un nuevo personaje llamado Alta, es una chica de pelo rosa quien empuña un cetro. Ella representó una franquicia original completamente nueva. Así se reveló el 9 de marzo de 2009 al ser un juego exclusivo de DSiWare llamado Mighty Flip Champs!. WayForward creó a Mighty Milky Way, otro rompecabezas de plataforma con un nuevo personaje llamado Luna. Su secuela, Mighty Switch Force! fue lanzada exclusivamente en la 3DS eShop el 22 de diciembre de 2011, con una secuela dos años más tarde llamada Mighty Switch Force! 2 en la eShop de Nintendo 3DS.
Recientemente, WayForward Technologies desarrolló un juego para la Nintendo DS y 3DS basado en la popular red de canales Cartoon Network muestran un programa animado llamado Adventure Time. El creador de la serie, Pendleton Ward, confirmó la noticia del desarrollo del juego en su cuenta personal de Twitter el 23 de marzo de 2012 y Adventure Time: Hey Ice King! Why'd You Steal Our Garbage?! fue lanzado el 20 de noviembre de 2012. Una secuela se encuentra actualmente en obra, junto con un videojuego. El 24 de febrero de 2013 WayForward director y diseñador del juego Austin Ivansmith confirmaron que una secuela de la Mighty Switch Force! estaba en desarrollo en el episodio 50 de "Sup, Holmes?" en Destructoid, que fue lanzado el 13 de junio de 2013. Un nuevo título Shantae fue revelado a través de Nintendo Power llamado Shantae and the Pirate's Curse, que se fija actualmente para una fecha de lanzamiento en el año 2014 en la Nintendo 3DS y Wii U eShop. Otro juego de la serie, Shantae: Half-Genie Hero, lanzó una campaña de Kickstarter el 4 de septiembre de 2013., que a los 21 días obtendrá los 400.000$ que pedía el proyecto, y acabando con 770.000$ recaudados al final de la campaña, y gracias a las posteriores donaciones en Paypal, obtendrá un total de 950.000$ aproximadamente. Esta entrega salió el pasado 20 de noviembre de 2016, para Wii U, Playstation 4, Playstation Vita, Xbox One y PC a través de Steam.

## Juegos desarrollados
| Año       | Título                                                      | Plataformas                                                                             |
| --------- | ----------------------------------------------------------- | --------------------------------------------------------------------------------------- |
| 1994      | Mickey's Ultimate Challenge                                 | Sega Genesis, SNES, Game Boy, Game Gear, Sega Master System                             |
| 1998      | FunPack 3D                                                  | PC                                                                                      |
| 2000      | Xtreme Sports                                               | Game Boy Color                                                                          |
| 2000      | Bear in the Big Blue House: Bear’s Sense of Adventure       | PC                                                                                      |
| 2000      | Sabrina: The Animated Series: Zapped!                       | Game Boy Color                                                                          |
| 2001      | Sabrina: The Animated Series: Spooked!                      | Game Boy Color                                                                          |
| 2001      | Pearl Harbor: Defend the Fleet                              | PC                                                                                      |
| 2001      | Wendy: Every Witch Way                                      | Game Boy Color                                                                          |
| 2001      | WWF Betrayal                                                | Game Boy Color                                                                          |
| 2002      | Shantae                                                     | Game Boy Color                                                                          |
| 2002      | The Scorpion King: Sword of Osiris                          | Game Boy Advance                                                                        |
| 2002      | Godzilla: Domination                                        | Game Boy Advance                                                                        |
| 2003      | Rescue Heroes: Billy Blazes                                 | Game Boy Advance                                                                        |
| 2003      | Nickelodeon Toon Twister 3D                                 | PC                                                                                      |
| 2004      | Ping Pals                                                   | Nintendo DS                                                                             |
| 2005      | Sigma Star Saga                                             | Game Boy Advance                                                                        |
| 2005      | SpongeBob SquarePants: Lights, Camera, Pants!               | Game Boy Advance                                                                        |
| 2006      | Justice League Heroes                                       | PlayStation 2, PlayStation Portable, Nintendo DS, Xbox                                  |
| 2006      | Justice League Heroes: The Flash                            | Game Boy Advance                                                                        |
| 2006      | American Dragon: Jake Long - Rise of the Huntsclan!         | Game Boy Advance, Nintendo DS                                                           |
| 2006      | SpongeBob SquarePants: Creature from the Krusty Krab        | Game Boy Advance, Nintendo DS                                                           |
| 2007      | Looney Tunes: Duck Amuck                                    | Nintendo DS                                                                             |
| 2007      | Contra 4                                                    | Nintendo DS                                                                             |
| 2008      | Space Chimp                                                 | Nintendo DS                                                                             |
| 2009      | LIT                                                         | WiiWare                                                                                 |
| 2009      | Mighty Flip Champs!                                         | DSiWare                                                                                 |
| 2009      | A Boy and His Blob                                          | Wii                                                                                     |
| 2009      | Where the Wild Things Are                                   | Nintendo DS                                                                             |
| 2010      | Galactic Taz Ball                                           | Nintendo DS                                                                             |
| 2010      | Despicable Me: Minion Mayhem                                | Nintendo DS                                                                             |
| 2010      | Batman: The Brave and the Bold                              | Nintendo DS, Wii                                                                        |
| 2010      | Shantae: Risky's Revenge                                    | DSiWare, iOS, PC                                                                        |
| 2011      | SpongeBob SquigglePants                                     | Nintendo 3DS, Wii                                                                       |
| 2011      | Centipede: Infestation                                      | Nintendo 3DS, Wii                                                                       |
| 2011      | Thor: God of Thunder                                        | Nintendo DS                                                                             |
| 2011      | Mighty Milky Way                                            | DSiWare                                                                                 |
| 2011      | Mighty Flip Champs! DX                                      | PlayStation Minis                                                                       |
| 2011      | BloodRayne: Betrayal                                        | Xbox Live Arcade, PlayStation Network, PC                                               |
| 2011      | Aliens Infestation                                          | Nintendo DS                                                                             |
| 2011      | Mighty Switch Force!                                        | Nintendo 3DS                                                                            |
| 2011      | Happy Feet Two: The Video Game                              | Nintendo DS, Nintendo 3DS                                                               |
| 2012      | Hotel Transylvania                                          | Nintendo 3DS                                                                            |
| 2012      | Double Dragon Neon                                          | Xbox Live Arcade, PlayStation Network, PC                                               |
| 2012      | Silent Hill: Book of Memories                               | PlayStation Vita                                                                        |
| 2012      | Adventure Time: Hey Ice King! Why'd You Steal Our Garbage?! | Nintendo DS, Nintendo 3DS                                                               |
| 2012      | Mighty Switch Force! Hyper Drive Edition                    | Wii U                                                                                   |
| 2013      | The Smurfs 2: The Video Game                                | PlayStation 3, Wii, WiiU, Xbox 360                                                      |
| 2013      | DuckTales: Remastered                                       | Wii U, Xbox 360, PlayStation 3, PC, (iOS, Android, Windows (2015))                      |
| 2013      | Regular Show: Mordecai and Rigby In 8-Bit Land              | Nintendo 3DS                                                                            |
| 2013      | Adventure Time: Explore the Dungeon Because I DON’T KNOW!   | Wii U, PlayStation 3, Xbox 360, PC, Nintendo 3DS                                        |
| 2013      | Mighty Switch Force! 2                                      | Wii U, Nintendo 3DS                                                                     |
| 2014      | Transformers: Rise of the Dark Spark                        | Nintendo 3DS                                                                            |
| 2014      | Shantae and the Pirate's Curse                              | Nintendo 3DS, Wii U                                                                     |
| 2014      | Adventure Time: The Secret of the Nameless Kingdom          | PlayStation 3, Xbox 360, Nintendo 3DS, Microsoft Windows                                |
| 2014      | Wonder Momo                                                 | Nvidia Shield, PC, Macintosh                                                            |
| 2014      | Regular Show: Battle of the Robots                          | PlayStation 3, Xbox 360, Nintendo 3DS, Microsoft Windows                                |
| 2014      | Teenage Mutant Ninja Turtles: Danger of the Ooze            | PlayStation 3, Xbox 360, Nintendo 3DS                                                   |
| 2016      | Shantae: Half-Genie Hero                                    | Wii U, PlayStation 4, PlayStation Vita, Xbox One, PC                                    |
| 2019      | River City Girls                                            | Nintendo Switch, PlayStation 4, Xbox One, Microsoft Windows                             |
| 2019-2020 | Shantae and the Seven Sirens                                | Apple Arcade (iOS y macOS), Nintendo Switch, PlayStation 4, Xbox One, Microsoft Windows |
| 2020      | Vitamin connection                                          | Nintendo Switch                                                                         |
| 2020      | Trollhunters: Defenders of Arcadia                          | Nintendo Switch, PlayStation 4, Xbox One, Microsoft Windows                             |
| 2020      | Bakugan: Champions of Vestoria                              | Nintendo Switch                                                                         |
| 2021      | Dawn of the Monsters                                        | Nintendo Switch, PlayStation 4, Xbox One, Microsoft Windows                             |
| 2023      | Advance Wars 1+2: Re-Boot Camp                              | Nintendo Switch                                                                         |